# Maer (Kornwalia)
Maer – osada w Anglii, w Kornwalii. Leży 107 km na północny wschód od miasta Penzance i 318 km na zachód od Londynu.